# Columbia (Illinois)
Columbia ist eine Stadt (mit dem Status „City“) im Monroe und im St. Clair County im Westen des US-amerikanischen Bundesstaates Illinois. Das U.S. Census Bureau hat bei der Volkszählung 2020 eine Einwohnerzahl von 10.999 ermittelt.
Columbia liegt im Metro-East genannten östlichen Teil der Metropolregion Greater St. Louis um die Stadt St. Louis im benachbarten Missouri.

## Geografie
Columbia liegt im südlichen Vorortbereich von St. Louis am östlichen Ufer des Mississippi, der die Grenze zu Missouri bildet. Columbia liegt auf 38°36′37″ nördlicher Breite und 90°12′04″ westlicher Länge. Die Stadt erstreckt sich über 25 km².
Die Stadt liegt größtenteils in den Distrikten („precincts“) 3, 5, 34 und 36 des Monroe County, erstreckt sich aber auch in die Sugar Loaf Township des St. Clair County.
Benachbarte Orte von Columbia sind Dupo (9,7 km nördlich), Millstadt (11,5 km östlich), Waterloo (13,7 km südsüdöstlich), Valmeyer (24,7 km südsüdwestlich) sowie Oakville auf dem gegenüberliegenden Mississippiufer in Missouri (13,8 km westlich). Das Zentrum der Stadt St. Louis liegt 25 km nördlich.

## Verkehr
Durch den Nordwesten von Columbia führt die Interstate 255, die südliche und westliche Umgehungsstraße von St. Louis, die hier auf einem gemeinsamen Streckenabschnitt mit dem U.S. Highway 50 verläuft. Durch die Stadtmitte führt die aus südöstlicher Richtung kommende Illinois State Route 3, in die im äußersten Südosten der Stadt die Illinois State Route 158 einmündet. Alle weiteren Straßen sind County Roads oder weiter untergeordnete innerstädtische Verbindungsstraßen.
Durch Columbia verläuft eine entlang des Mississippi nach Süden führende Eisenbahnlinie der Union Pacific Railroad.
Am westlichen Stadtrand befindet sich ein kleiner Flugplatz, das Sackman Field. Der St. Louis Downtown Airport liegt 23 km nördlich, der größere Lambert-Saint Louis International Airport liegt 49 km nordnordwestlich von Columbia.

## Demografische Daten
Nach der Volkszählung im Jahr 2010 lebten in Columbia 9707 Menschen in 3792 Haushalten. Die Bevölkerungsdichte betrug 388,3 Einwohner pro Quadratkilometer. In den 3792 Haushalten lebten statistisch je 2,52 Personen.
Ethnisch betrachtet setzte sich die Bevölkerung zusammen aus 97,4 Prozent Weißen, 0,4 Prozent Afroamerikanern, 0,1 Prozent amerikanischen Ureinwohnern, 0,7 Prozent Asiaten sowie 0,6 Prozent aus anderen ethnischen Gruppen; 0,9 Prozent stammten von zwei oder mehr Ethnien ab. Unabhängig von der ethnischen Zugehörigkeit waren 2,0 Prozent der Bevölkerung spanischer oder lateinamerikanischer Abstammung.
25,0 Prozent der Bevölkerung waren unter 18 Jahre alt, 60,7 Prozent waren zwischen 18 und 64 und 14,3 Prozent waren 65 Jahre oder älter. 51,4 Prozent der Bevölkerung war weiblich.

Das mittlere jährliche Einkommen eines Haushalts lag bei 73.264 USD. Das Pro-Kopf-Einkommen betrug 33.460 USD. 3,9 Prozent der Einwohner lebten unterhalb der Armutsgrenze.

## Städtepartnerschaft
Seit 1992 besteht mit der deutschen Stadt Gedern in Hessen eine Partnerschaft. Diese hat ihren Ursprung in der Initiative von einigen Einwohnern Columbias, die nach ihren Ahnen forschten. Erst rund 150 Jahre nachdem 156 Leute von dort in die USA (hauptsächlich Columbia und Waterloo) auswanderten, wurden Verbindungen in die alte Heimat festgestellt. Dies geschah im Jahr 1990. Bereits ein Jahr später besuchte eine Delegation aus Gedern die Auswanderer in Columbia. Im April 1992 wurde während des Besuchs der Leute aus Columbia ein Freundschaftsvertrag unterzeichnet. Die offizielle Verschwisterungsfeier war im Mai 1993 in Columbia, Illinois.

## Persönlichkeiten
- John Freitag (1877–1932), Ruderer
- Caden Glover (* 2007), Fußballspieler